# 2021年のイタリア
2021年のイタリア （2021ねんのイタリア）では、2021年のイタリアに関する出来事について記述する。

## 国家元首等
- 共和国大統領
  - 第12代: セルジョ・マッタレッラ （無所属、2015年2月3日 - ）
- 共和国首相
  - 第66代: ジュゼッペ・コンテ （無所属、第2次内閣：2019年9月5日 - ）

## 予定

### 9月
- 9月1日-11日 - 第78回ヴェネツィア国際映画祭。